# Agrilaxia hespenheidei
Agrilaxia hespenheidei är en skalbaggsart som först beskrevs av Svatopluk Bílý 1984.  Agrilaxia hespenheidei ingår i släktet Agrilaxia och familjen praktbaggar. Inga underarter finns listade i Catalogue of Life.